# Aeroporto de Manhuaçu
O Aeroporto Regional de Santo Amaro de Minas - Manhuaçu é um aeródromo (IATA:JMA ICAO:SNJM) localizado no distrito de Santo Amaro de Minas, município de Manhuaçu, Minas Gerais. Possui pista asfaltada de 1.170 metros de extensão com balizamento noturno e capacidade para receber aviões de até 70 passageiros, além de 4 mil metros de pátio para aeronaves e sala de embarque e desembarque com 320 metros quadrados. 
Atualmente, o aeroporto recebe vôos comerciais para Belo Horizonte-Confins operados através da Azul Conecta, sendo quatro frequências semanais.